# Станчов-Хан
Станчов-Хан (болг. Станчов хан) — село в Болгарии. Находится в Габровской области, входит в общину Трявна. Население составляет 32 человека.

## Политическая ситуация
Станчов-Хан подчиняется непосредственно общине и не имеет своего кмета.
Кмет (мэр) общины Трявна — Драгомир Иванов Николов (независимый) по результатам выборов в правление общины.